# Бірманська кішка
Бірманська, Священна кішка Бірми (англ. Sacred birman, SBI)  — порода кішок, що за розмірами займає середнє положення між перською та сіамською.

## Історія
Походження породи пов'язують із храмами й монастирями Бірми, де, як припускають, служителі утримували кішок і вважали їх священними. Можливо, вони були виведені шляхом схрещування сіамських із двоколірними довгошерстими.
Почали розводити бірманських кішок у Франції у 20-х роках XX століття. Уперше порода була визнана в 1925 році. У 1959 році кішки цієї породи потрапили в США.

## Розмноження
У приплоді бірманських кішок звичайно буває 3-4 кошенят.

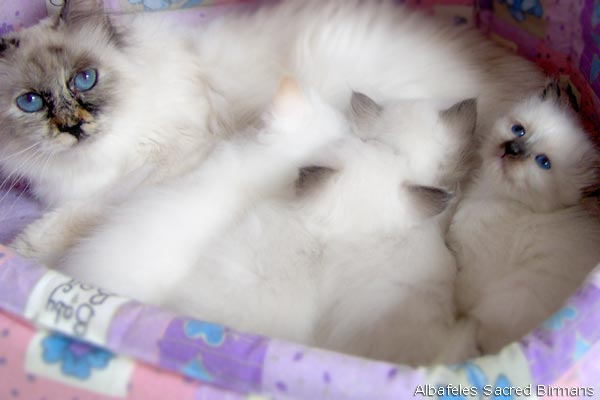
Четверо кошенят
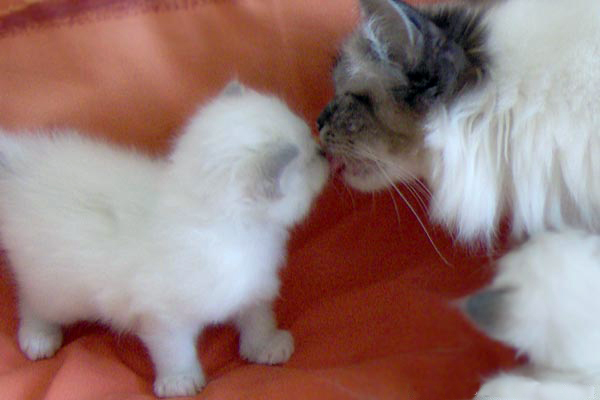
Мама облизує дитинча
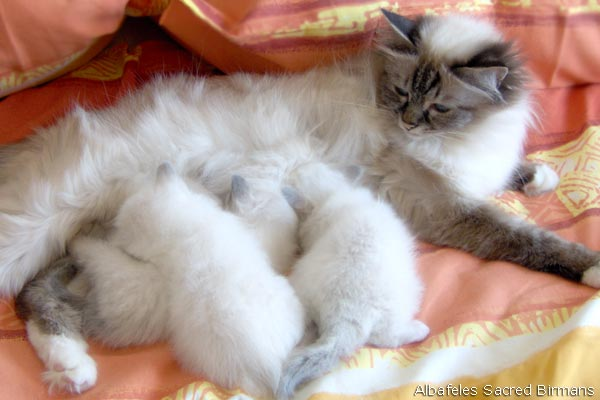
Троє кошенят п'ють молоко
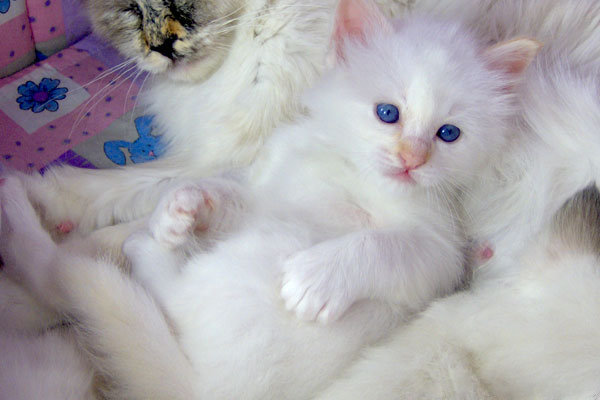
Кошеня з мамою

## Характер
Бірманська кішка має спокійний, урівноважений і доброзичливий характер. Вона добре ладнає з людьми, включаючи дітей, а також з іншими домашніми тваринами. Не схильна до агресії, потребує емоційного контакту і легко прив’язується до господаря.
Це розумна й кмітлива порода — бірманки швидко навчаються та добре запам’ятовують звички. Вони тихі, мають м’який голос і рідко його подають, що робить їх ідеальними для спокійного домашнього середовища.
Бірманські кішки не люблять самотності, тому їм важливо мати постійний контакт з людьми або іншими тваринами.

## Зовнішній вигляд
Кішки бірманської породи мають тіло середньої величини, масивне, міцне, низько посаджене. Корпус довгий, кінцівки короткі, кремезні, міцні. Лапи округлі, великі, сильні. Голова велика, з міцним черепом, з повними, круглими щоками. Добре розвинені вилиці. Ніс короткий, але не кирпатий, без сіделка. Щелепи сильно розвинені, з виступаючим підборіддям. Вуха прямі, широко розставлені, на кінчиках трохи заокруглені. Ширина біля основи дорівнює висоті вух. Очі трохи овальні, майже круглі. Завжди рівного темно-блакитного кольору. Хвіст середній за розмірами, пухнастий, особливо на кінчику. Під час руху кішка тримає його прямо, без зламів. У положенні сидячи може згинати його, як білка.
Хутро не збивається й має шовковисту текстуру, з невеликим підшерстям, від довгої до напівдовгої (залежно від частини тіла), що трохи в'ється на животі. На морді хутро коротке, поступово подовжується до щік і досягає максимальної довжини на комірі навколо шиї, на спині й боках.

### Забарвлення
Забарвлення тіла світле, нижня частина світліша, майже біла. Мітки розташовані на морді (маска), вухах, кінцівках і хвості. Маска повинна вкривати всю морду, у тому числі й щоки, і з'єднуватися з вухами доріжкою. Перехід між мітками й тлом добре виражений, контрастний, виразний. Забарвлення міток більш рівномірне. Білі «панчішки» на лапах симетричні. На передніх кінцівках вони закінчуються на рівні міжфалангових суглобів. На задніх «панчішки» з верхнього боку розташовуються, як і на передніх, з нижнього боку — підіймаються майже до скакального суглоба. Інакше їх ще називають «крагами», «шпорами».
Має гімалайське забарвлення з характерними для породи білими «панчішками». Колірні варіації породи різноманітні.

## Світлини

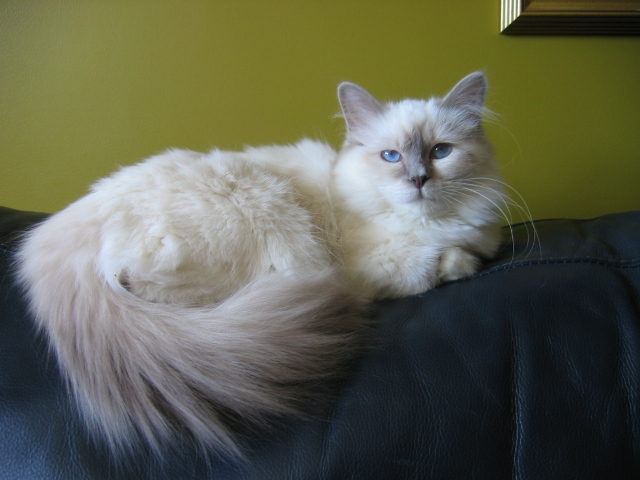
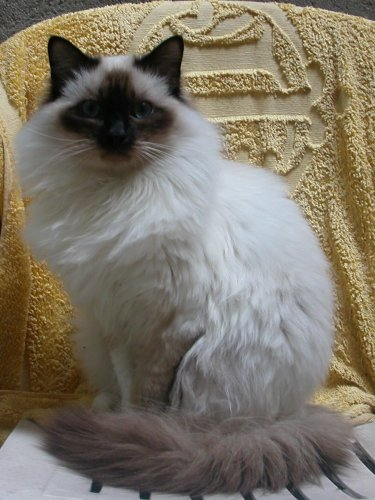
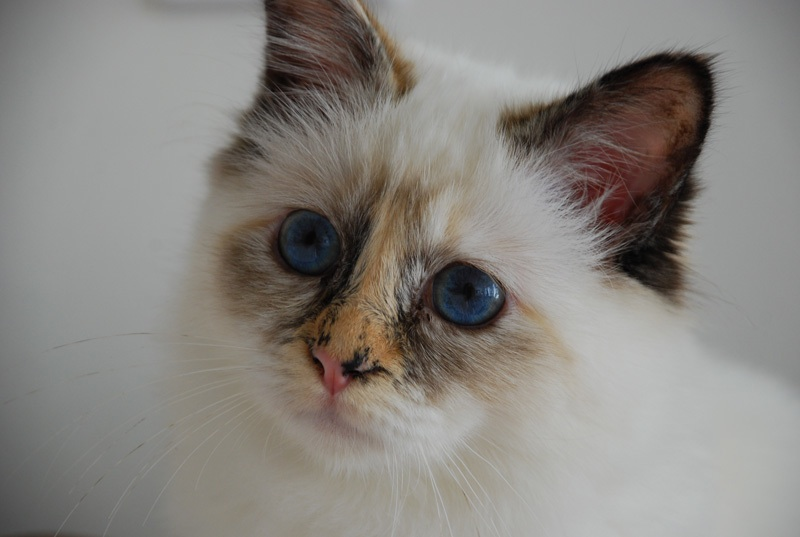
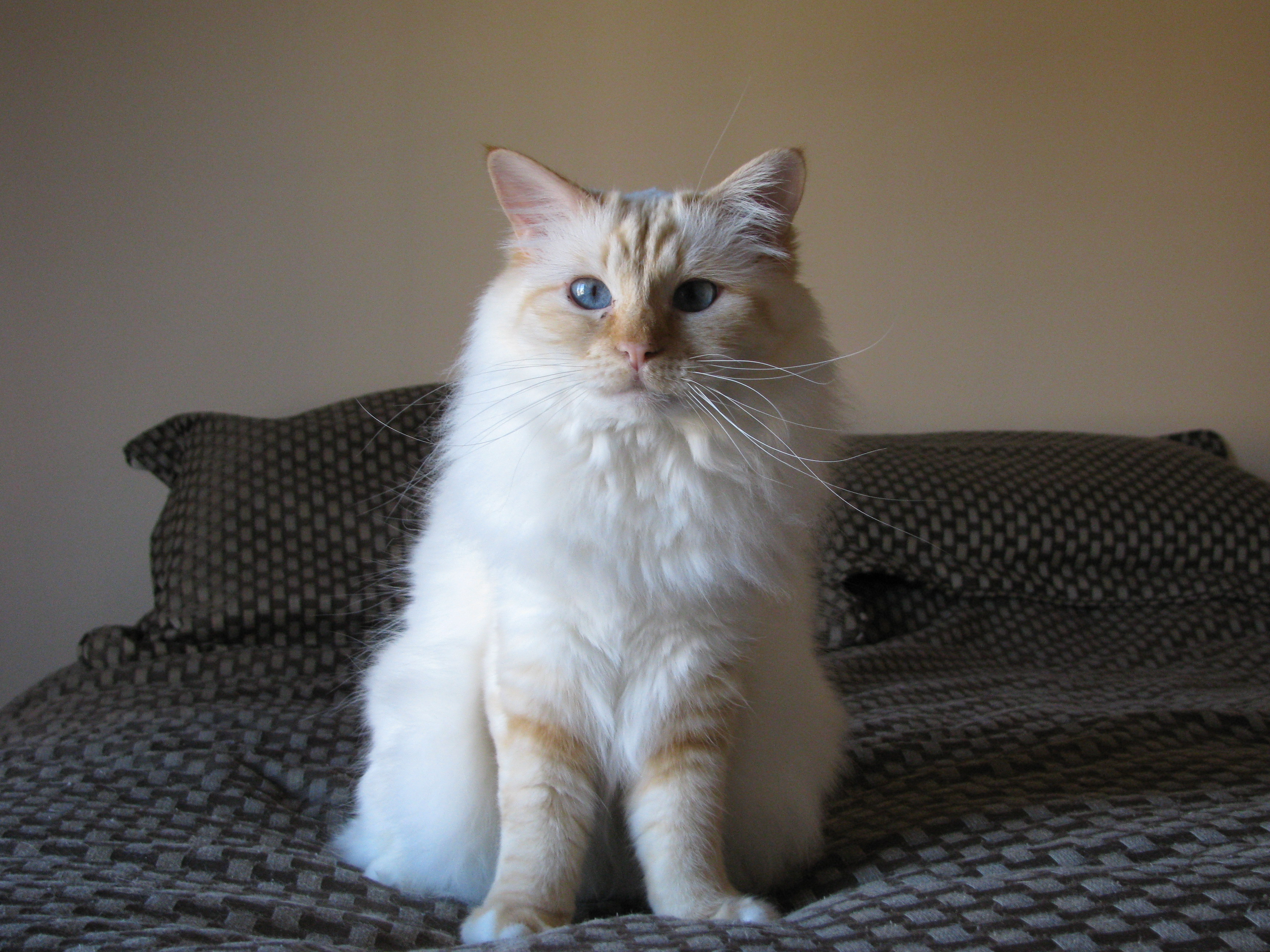
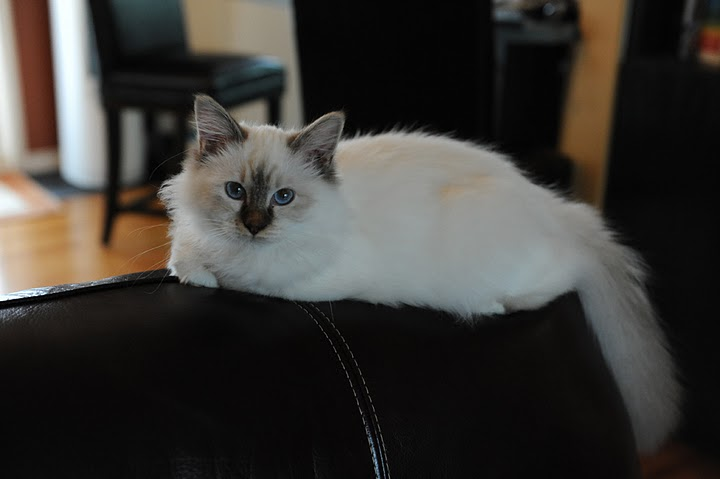
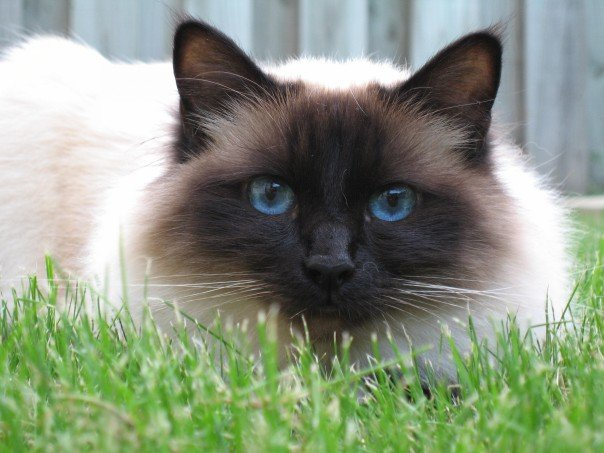
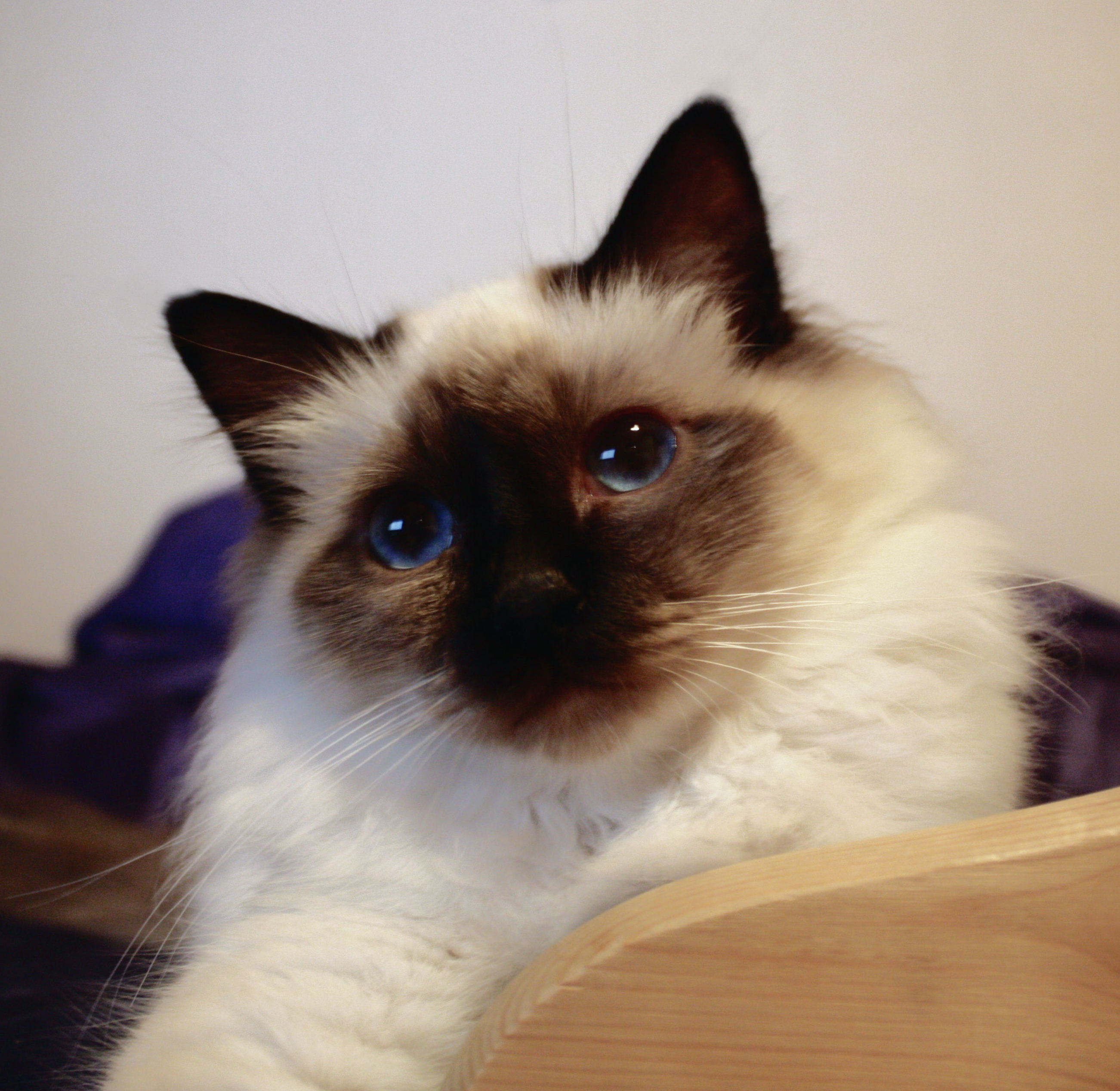
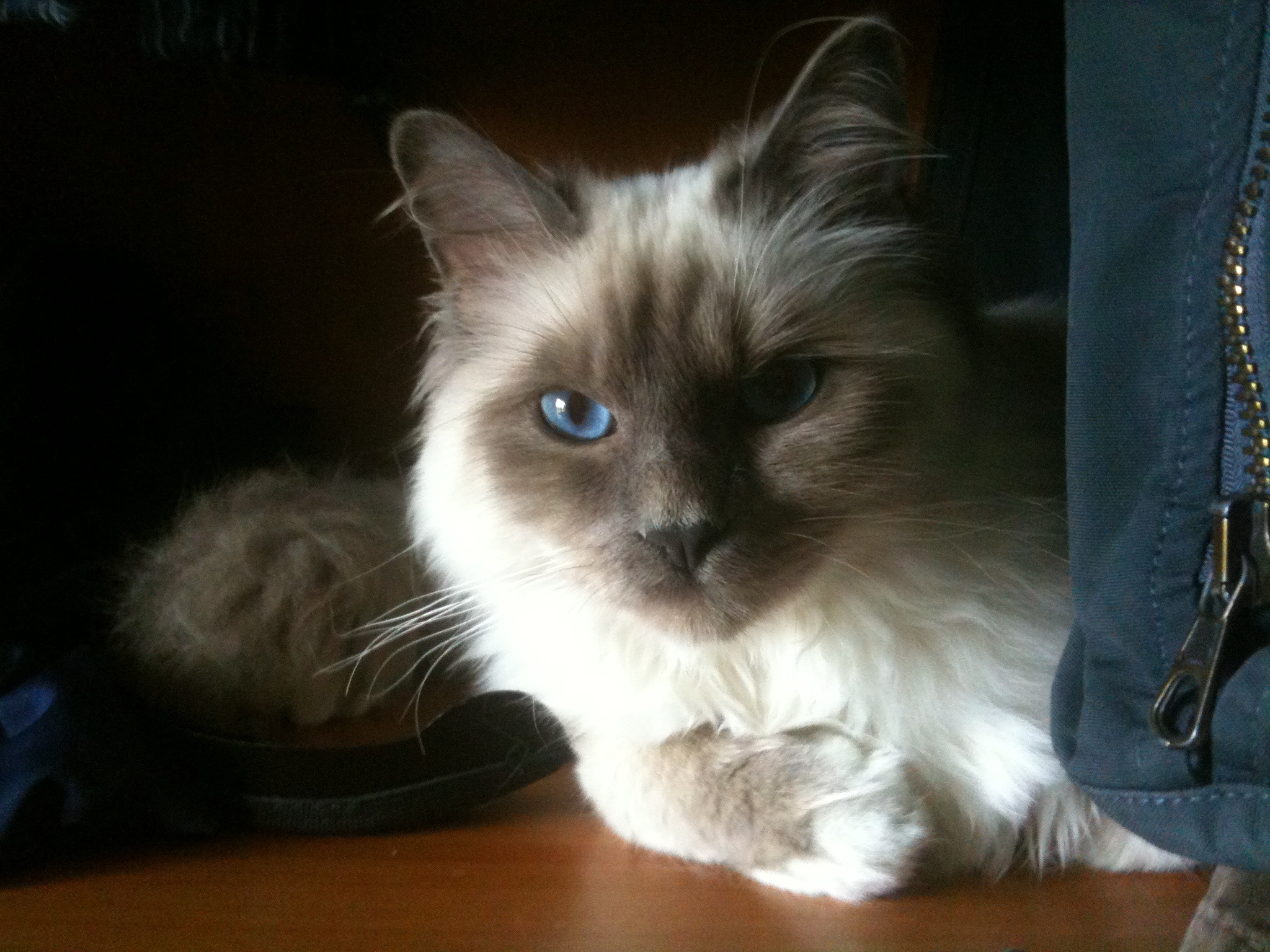
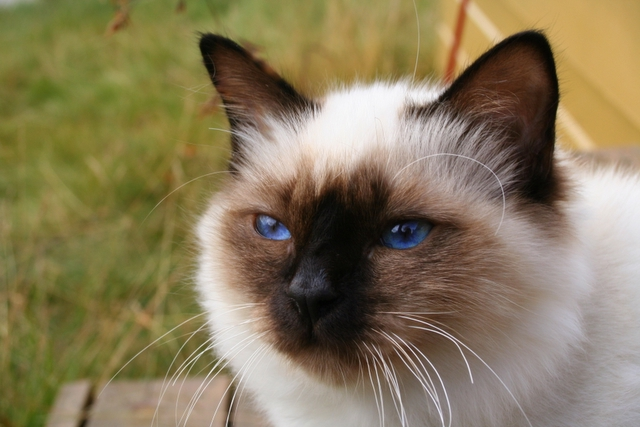
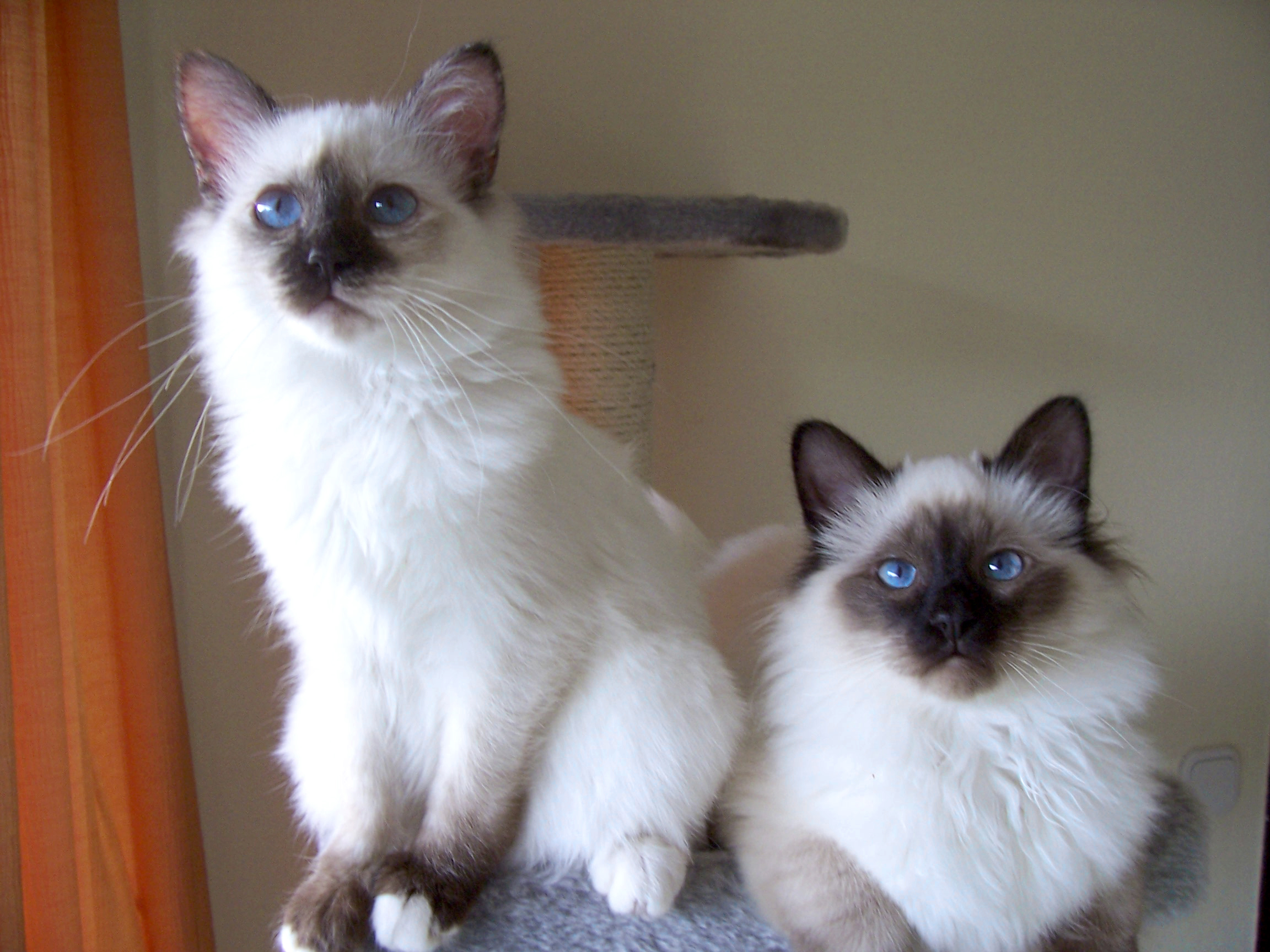
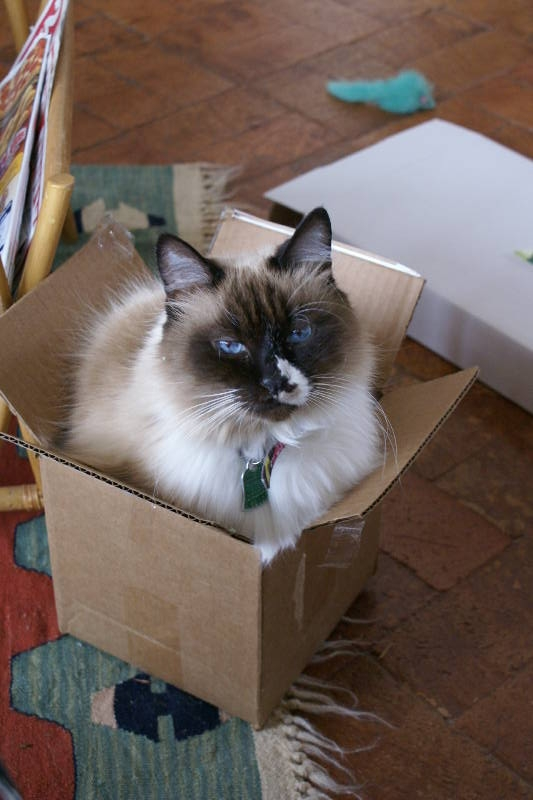
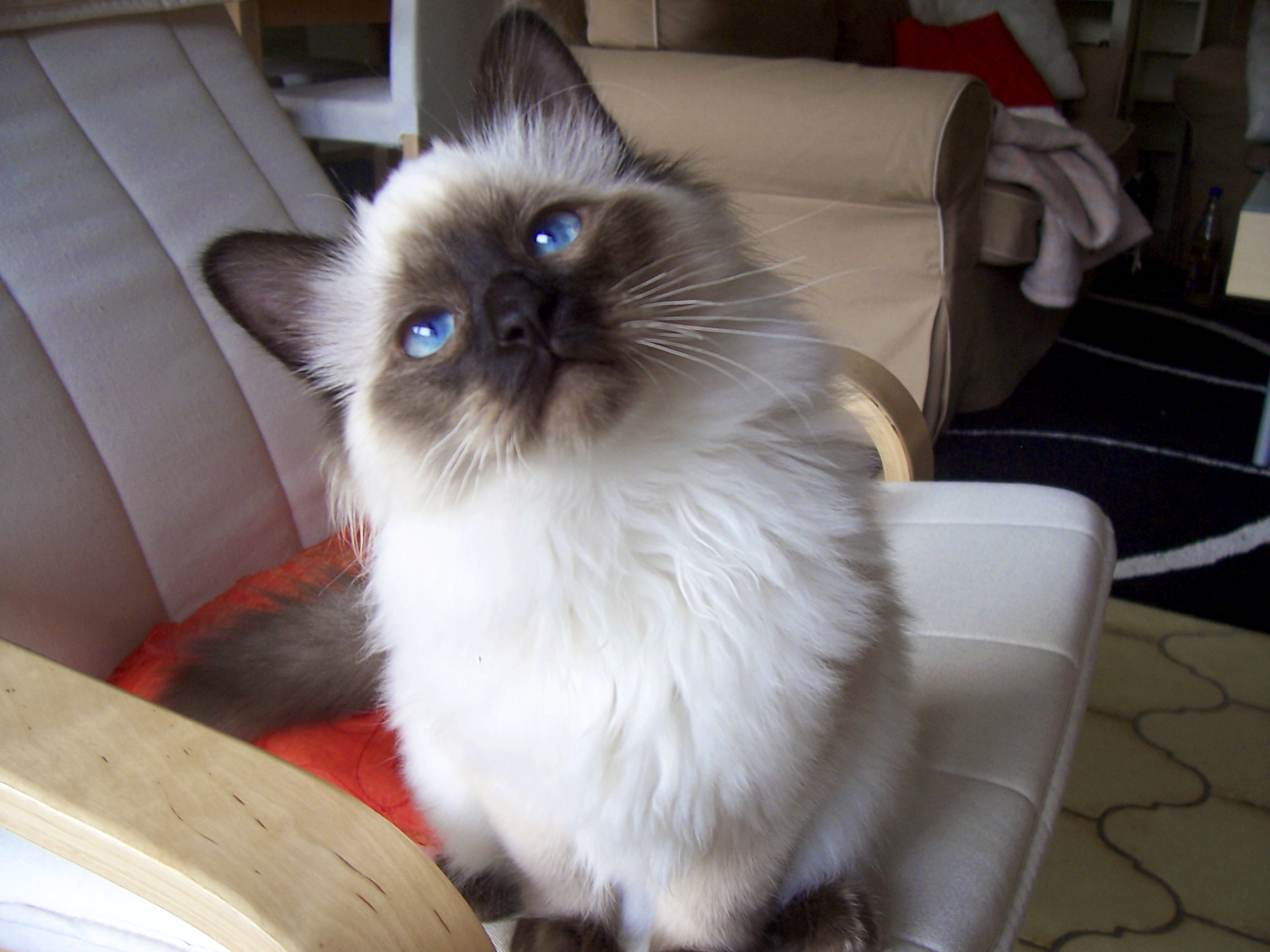

## Джерело
Заведия Т. Л. Сучасна енциклопедія любителя кішок: 1500 корисних порад фахівців. — Донецьк : БАО, 2004. — ISBN 966-548-910-0.